# Хорнбостель, Кристиан Георг
Кристиан (Христиан) Георг Хорнбостель (нем. Christian Georg Hornbostel; 1778—1841) — австрийский фабрикант.

## Биография
Кристиан Георг Хорнбостель родился 15 мая 1778 года в столице Австрии городе Вене. 

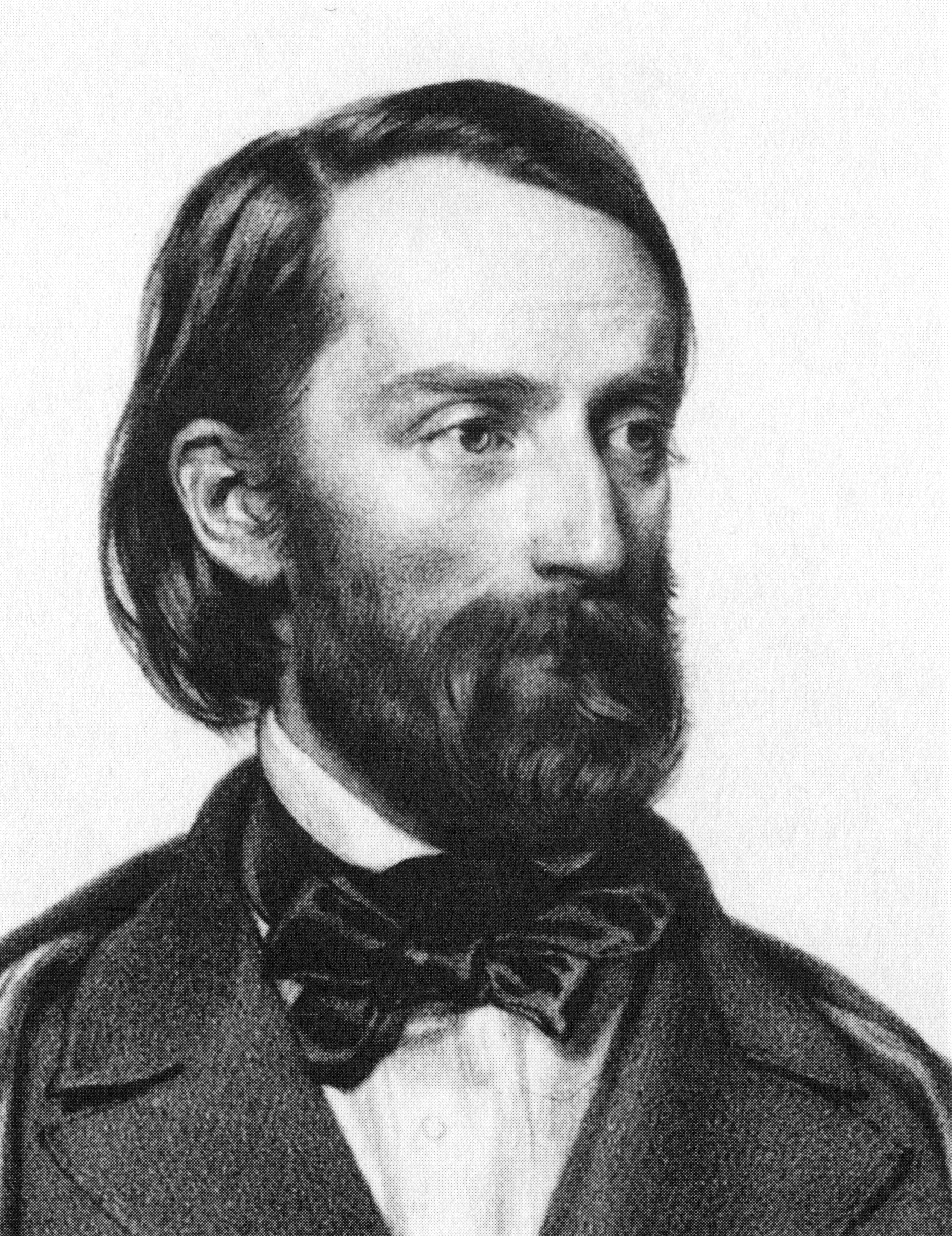
Хорнбостель, Теодор Фридрих фон

После смерти своего отца Кристиана Готлиба Хорнбостеля (нем. Christian Gottlieb Hornbostel) он взял на себя управление семейной текстильной фабрики расположенной в Гумпендольрфе (пригород Вены).
В 1804 году женился на Августе Фредерике Йоханне Беккер (нем. Auguste Friederike Johanne Becker; 1787-1842), дочери немецкого писателя Рудольфа Захарии Беккера.
Ввёл в Вене употребление машин в шёлкоткацком производстве.. В 1816 году построил Леоберсдорфе новую фабрику работающую за счёт гидроэнергии, где использовались последние достижения в области лёгкой промышленности.
К. Г. Хорнбостель стал одним из основателей Национального банка Австрии.
Кристиан Георг Хорнбостель 6 июня 1841 года в родном городе.
Его сын Теодор Фридрих фон Хорнбостель (1815—1888), принимал деятельное участие в городском управлении и занимал в министерстве Антона фон Добльхоффа-Дира с июля до октября 1848 года пост министра торговли. В 1849 году Хорнбостель был избран депутатом учредительного сейма, позднее — директором им же основанного венского кредитного общества.